# Julie Sødring
Julie Weber Sødring, født Rosenkilde (19. juli 1823 i København, død 27. april 1894 sammesteds) var en dansk skuespillerinde med speciale i at spille ældre kvinder. Hun var datter af Christian Niemann Rosenkilde.
Hendes Erindringer, 1894-1895, blev genudgivet med noter i 1951.
Sødring blev begravet på Gentofte Kirkegård.